# Homer Lane
Homer Lane   (Connecticut, 1875 - Neuilly-sur-Seine, 5 de setembre de 1925) va ser un educador estatunidenc que considerava que el comportament i el caràcter dels infants milloraven quan se'ls donava més control sobre les seves vides. El filòsof gal·lès Bertrand Russell el va qualificar com «un dels millors homes de la seva generació».

## Biografia
Lane va deixar l'escola aviat i va començar a treballar de repartidor de queviures fins que va conèixer un metge que el va ajudar a fer un curs a l'Sloyd Training College de Boston. Després va començar a ensenyar en un institut que el seu mentó va obrir.
Lane va tenir dos fills amb la seva primera esposa, Cora Barney, i tres amb la seva segona esposa. També van adoptar una filla. Va morir de tifus a França després d'haver estat deportat d'Anglaterra per no haver mantingut el seu registre d'estranger. La seva família va romandre a Anglaterra.
Lane va començar la seva carrera docent a l'institut Peters de Southborough (Massachusetts). A la primavera de 1907 es va establir a la zona de Detroit i va ocupar diversos càrrecs docents a la ciutat. Va introduir per primera vegada la seva noció d'autogovern a la settlement house jueva anomenada Hannah Schloss Memorial Building. Lane va ser nomenat superintendent de la Boys Home i de l'Associació d'Arcambal a Farmington Hills, on va treballar amb joves que havien infringit la llei. El programa que Lane va desenvolupar a l'escola estava orientat a fomentar l'autoestima i l'autosuficiència dels nois i a donar-los l'oportunitat de practicar l'autogovern.
El 1912 va ser convidat a anar a Anglaterra, on va fundar l'escola Little Commonwealth a Dorset i va influir molt en el pedagog escocès Alexander Neill, el fundador de l'escola Summerhill.

## Influència
Alexander Neill va afirmar que estava particularment impressionat per les idees de Lane sobre una comunitat experimental autogovernada per a joves delinqüents, ja que elimina els efectes negatius de l'autoritat i fomenta l'altruisme entre els que hi participen. Neill va fundar Summerhill, una escola que oferia un enfocament únic de l'educació basat en la idea que els infants són bons i, si se'ls deixa sols, són capaços d'autogovernar-se, motivar i dirigir les seves vides i el seu aprenentatge. Neil es va fer excepcionalment conegut després que l'editor estatunidenc Harold Hart publiqués Summerhill: A Radical Approach to Child Rearing el 1960. Hart no havia publicat mai abans un llibre comercial, ja que era editor de llibres infantils i li havien aconsellat fermament que no publiqués els de Neill. El llibre va vendre 200.000 exemplars.